# Bernhard Ornstein
Bernhard Ornstein (* 2. Mai 1809 in Schöningen; † 13. Februar 1896 in Athen) war ein deutscher Mediziner.
Ornstein wurde 1833 in Gießen in Medizin promoviert und war ab 1834 Militärarzt in Griechenland, zuletzt als Generalarzt. Zunächst kam er im Gefolge von König Otto, später wurde er Bürger des Landes und in die griechische Armee übernommen, als Otto vertrieben wurde. 1840 bis 1842 und 1849 bis 1854 war er Direktor des Militärkrankenhauses in Lamia. Später war er oberster Militärarzt. 1882 ging er in den Ruhestand und wohnte in Larisa. Vorübergehend kehrte er mehrere Jahre in seine Heimat zurück, wo er wissenschaftliche Arbeiten verfasste.
Er veröffentlichte anthropologische Arbeiten über Griechenland und epidemiologische Arbeiten (über Pocken, Denguefieber, die Cholera und andere Infektionskrankheiten).
1892 wurde Bernhard Ornstein Mitglied der Leopoldina. Er war korrespondierendes Mitglied der Berliner Anthropologischen Gesellschaft und des Thüringisch-Sächsischen Vereins für Erdkunde.

## Schriften
- Ueber eine ungewöhnliche Haarbildung an der Sacralgegend eines Menschen. In: Verhandlungen der Berliner Gesellschaft für Anthropologie, Ethnologie und Urgeschichte, Jahrgang 1875, Berlin 1875, S. 91–92 (Google Books)
- Ueber die physischen Verhältnisse Griechenlands und seiner Bewohner, mit besonderer Berücksichtigung der Langlebigkeit der Letzteren und deren Ursachen. In: Zeitschrift für Ethnologie, 13, Berlin 1881, S. 11–95 (archive.org)